# Championnats du monde de judo 1973
Les Championnats du monde de judo 1973 se tiennent à Lausanne en Suisse.

## Résultats

### Hommes
| Catégories        | Or                   | Argent           | Bronze                                  |
| ----------------- | -------------------- | ---------------- | --------------------------------------- |
| - 63 kg           | Yoshiharu Minami     | Takao Kawaguchi  | Schangeli Pitschelauri Hector Rodriguez |
| - 70 kg           | Toyokazu Nomura      | Dietmar Hoetger  | Anatoli Novikov Kazuro Yoshimura        |
| - 80 kg           | Shozo Fujii          | Isamu Sonoda     | Bernd Look Antoni Reiter                |
| - 93 kg           | Nobuyuki Sato (judo) | Takafumi Uegushi | Dietmar Lorenz David Starbrook          |
| + 93 kg           | Chonosuke Takagi     | Ramaz Nichiradze | Serhiy Novikov Keith Remfry             |
| Toutes catégories | Kazuhiro Ninomiya    | Haruki Uemura    | Klaus Glahn Wolfgang Zuckschwerdt       |

## Tableau des médailles
| Rang | Nation               | Or | Argent | Bronze | Total |
| ---- | -------------------- | -- | ------ | ------ | ----- |
| 1    | Japon                | 6  | 4      | 1      | 11    |
| 2    | Allemagne de l'Est   | 0  | 1      | 3      | 4     |
| -    | Union soviétique     | 0  | 1      | 3      | 4     |
| 4    | Royaume-Uni          | 0  | 0      | 2      | 2     |
| 5    | Allemagne de l'Ouest | 0  | 0      | 1      | 1     |
| -    | Pologne              | 0  | 0      | 1      | 1     |
| -    | Cuba                 | 0  | 0      | 1      | 1     |

## Source
- (en) Judoinside.com